# Парк імені Т. Г. Шевченка (Бровари)
50°29′58″ пн. ш. 30°46′21″ сх. д. / 50.49944° пн. ш. 30.77250° сх. д.
Парк і́мені Т. Г. Шевче́нка — парк у Броварах, розташований на площі Шевченка, на розвилці основних магістралей міста — між вулицями Київською та Ярослава Мудрого. Названий на честь Тараса Григоровича Шевченка.

## Історія
На території парку раніше розміщувалась Свято-Троїцька церква.
1 грудня 2005 року за рішенням Броварської міської ради скверу та площі Шевченка надано статусу «історичної пам'ятики Броварів».
До 2013 року парк мав статус скверу. 24 жовтня 2013 року Броварська міська рада ухвалила рішення, згідно з яким сквер офіційно перейменовано на парк. Цього ж дня було ухвалене рішення внести пропозицію про надання парку статусу пам’ятки історії та занесення об'єкта до Державного реєстру національного культурного надбання.

## Галерея

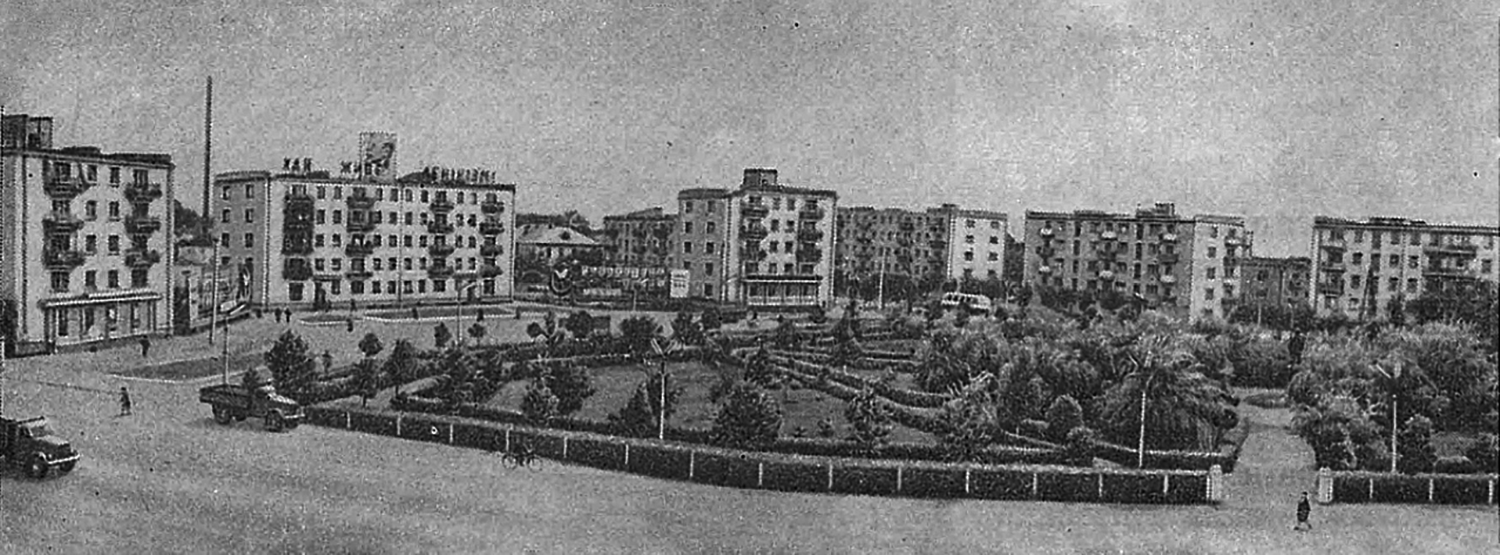
Площа і сквер Шевченка (1970 рік).
Пам'ятник Шевченку (до початку реконструкції 2013 року).
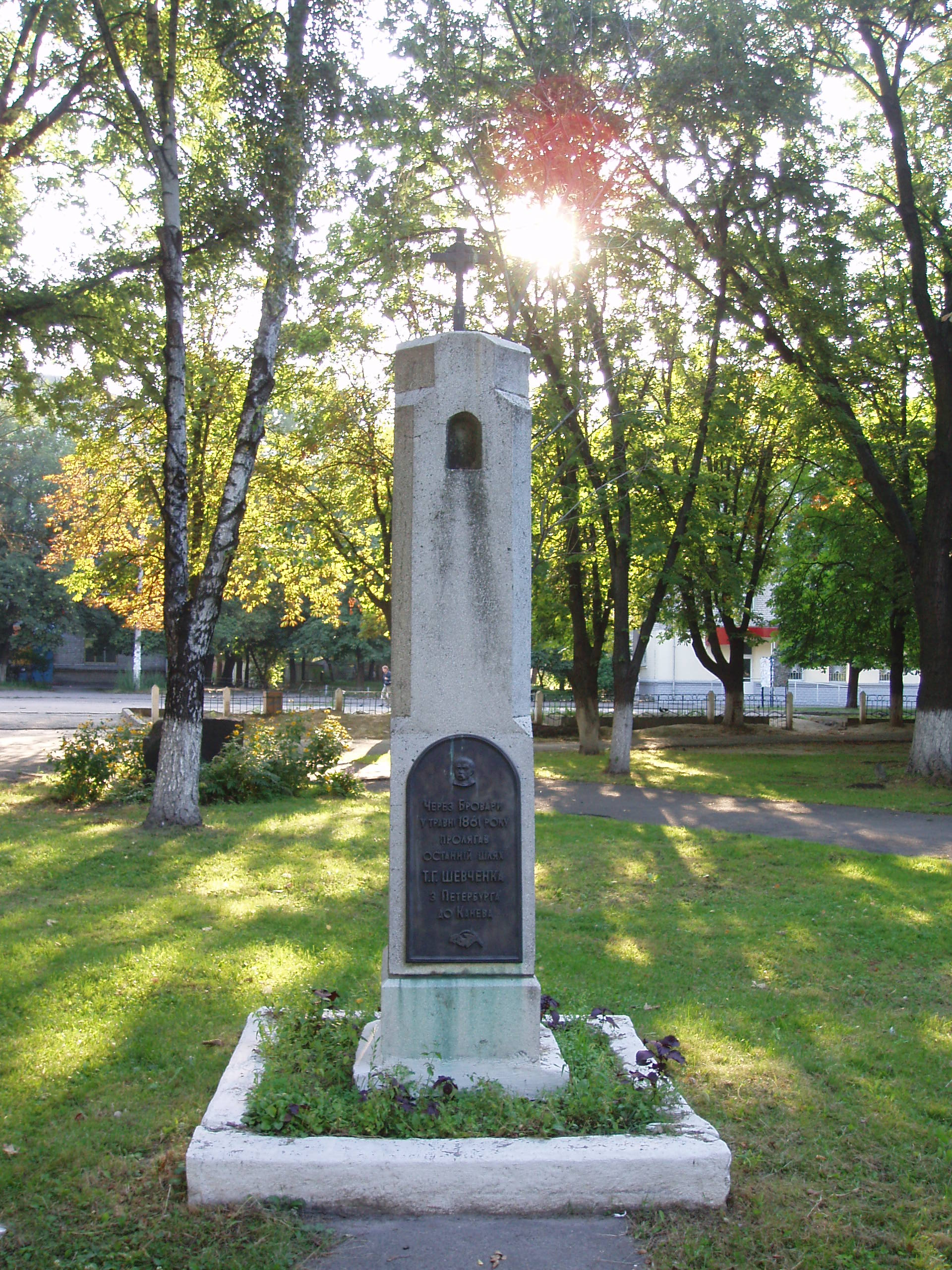
На відзначення 150-ї річниці похорону Тараса Шевченка.
Місце спочинку жертв Другої світової війни, що загинули під час бойових дій 1941—43 років у м. Бровари.
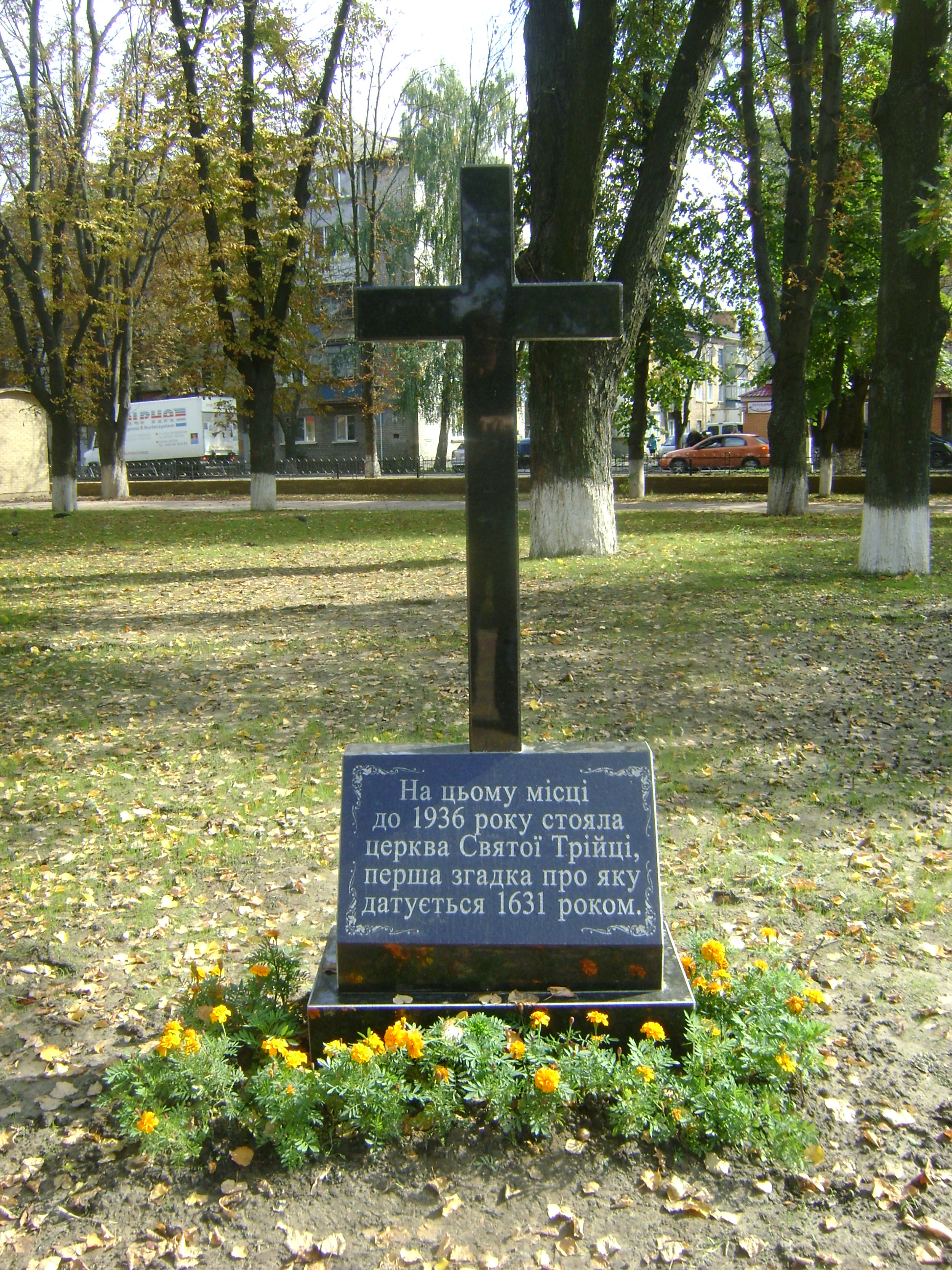
Пам'ятний знак церкві Святої Трійці (2013 рік).
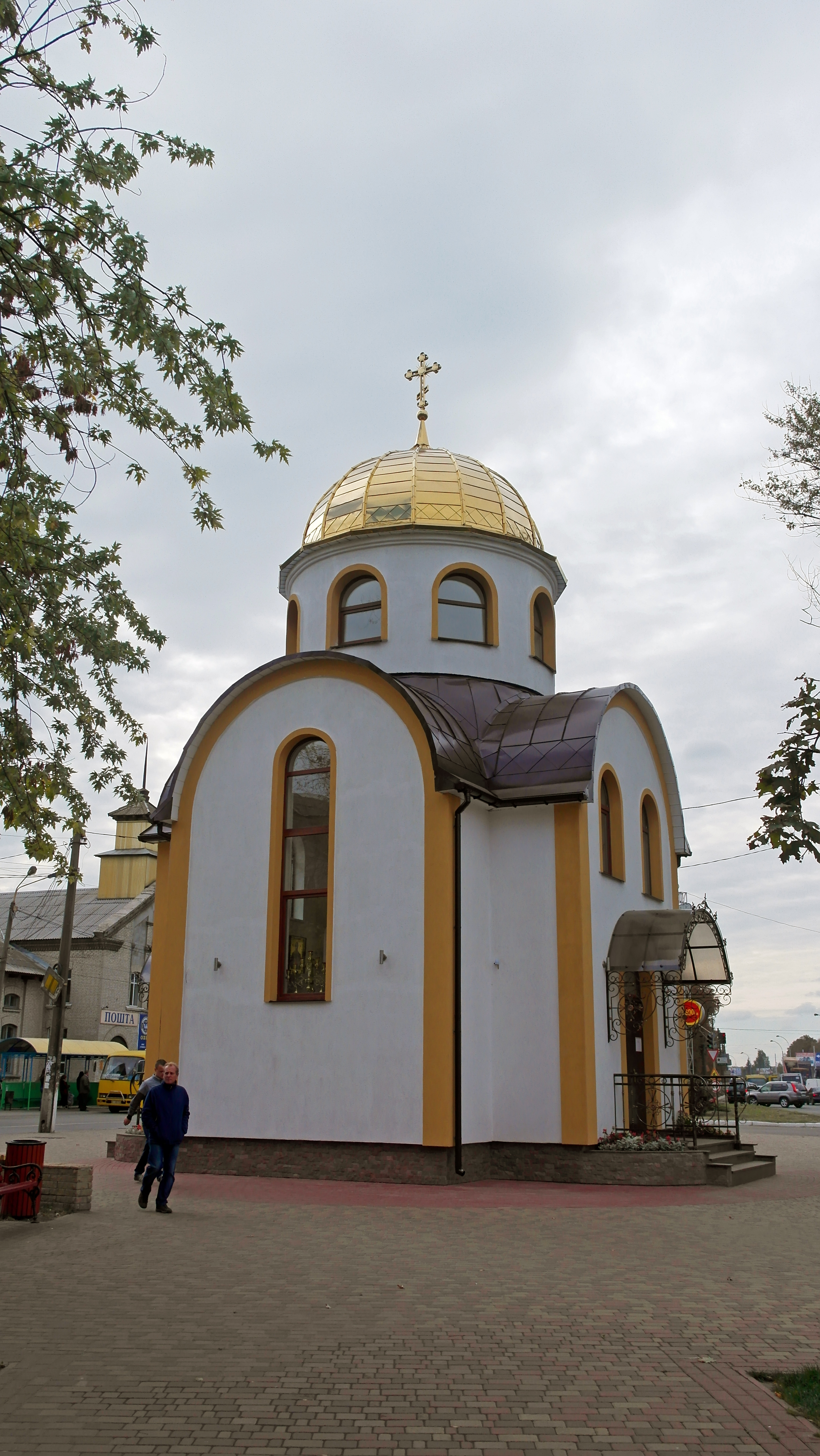
Храм Святого Тарасія, (УПЦ КП), Бровари.
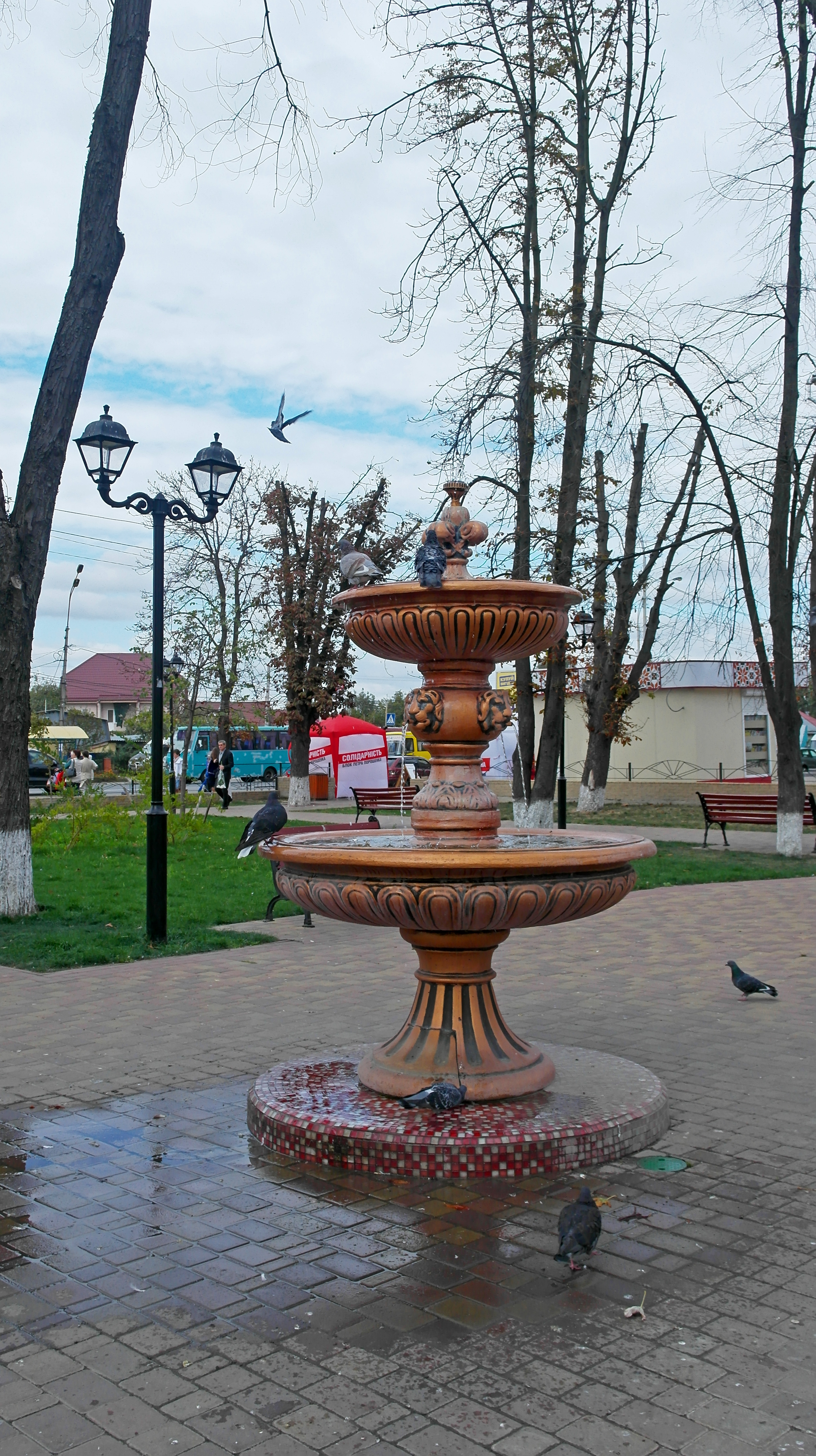
Парк імені Т. Г. Шевченка (Бровари), фонтан.